# Renealmia orinocensis
Renealmia orinocensis är en enhjärtbladig växtart som beskrevs av Henry Hurd Rusby. Renealmia orinocensis ingår i släktet Renealmia och familjen Zingiberaceae. Inga underarter finns listade i Catalogue of Life.